# Технико-эксплуатационная часть
Технико-эксплуатационная часть (ТЭЧ) — подразделение технического обслуживания в авиации Вооружённых Сил СССР и России, численностью от роты до отдельного батальона. Штатное подразделение технического обслуживания авиационной техники в структуре авиационного полка (ТЭЧ АП), в некоторых случаях может быть отдельной воинской частью (ОТЭЧ).

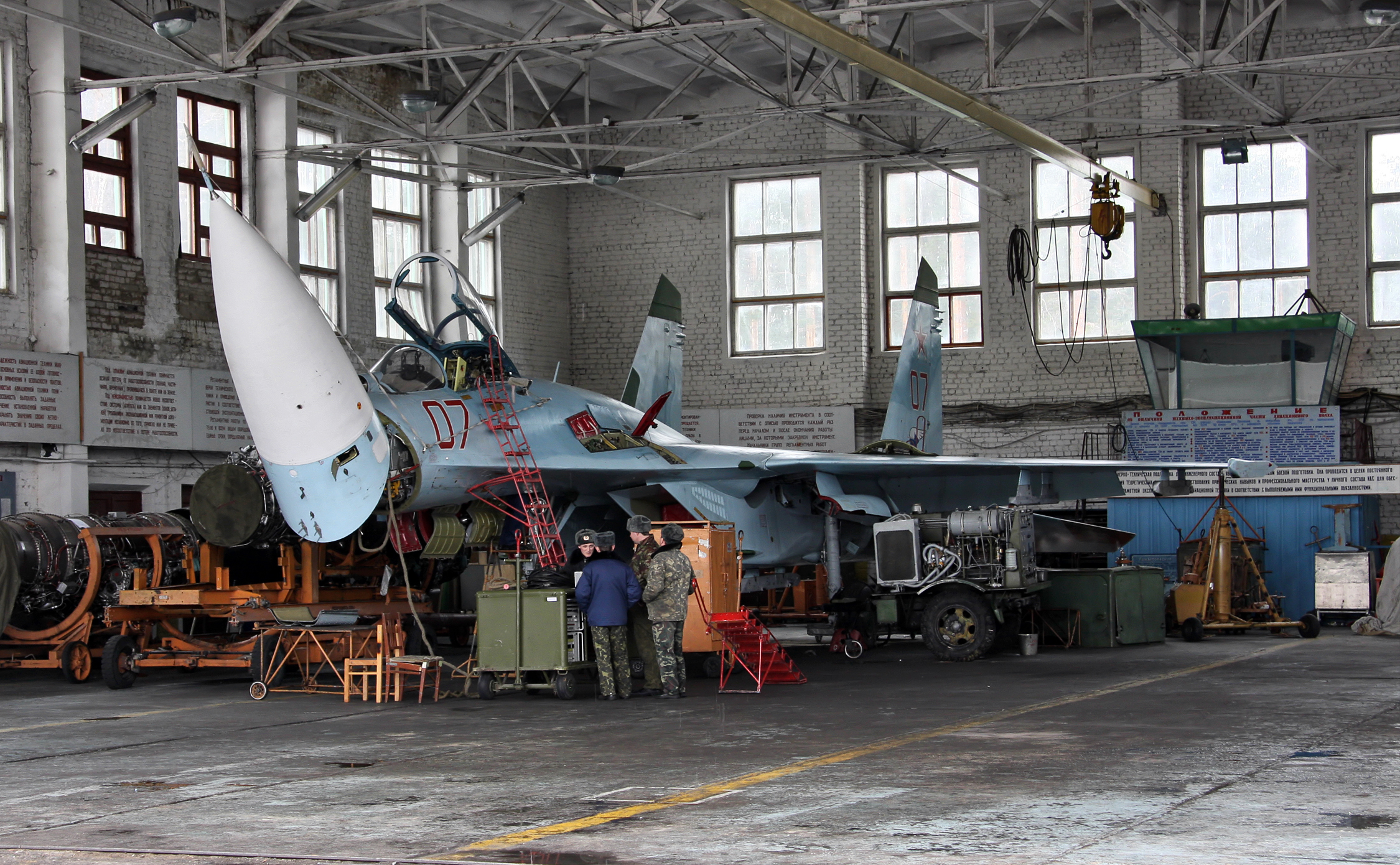
Су-27 в производственном помещении ТЭЧ АП, аэродром Хотилово

В ТЭЧ выполняются ремонтные и регламентные работы на авиационной технике, а также другие виды периодического технического обслуживания, настроечные и восстановительные работы, анализ технического состояния, эксплуатационный и войсковой ремонт, доработки по бюллетеням промышленности, восстановление техники после аварий и боевых повреждений, предварительный анализ инцидентов и катастроф. 
В ТЭЧ сконцентрирована наиболее сложная и точная аппаратура, тонкий измерительный инструмент, позволяющие наиболее полно проконтролировать и продефектировать технику и обеспечить её безотказную работу на следующий межрегламентный период. 
Как правило, ТЭЧ комплектуется наиболее подготовленными, грамотными и инициативными специалистами.
В отличие от остальных подразделений авиационного полка, ТЭЧ работает по своему собственному распорядку и не привязана к полётам или иным мероприятиям по плану командования АП. Основным видом деятельности личного состава ТЭЧ являются регламентные и ремонтные работы на авиационной технике.
Для размещения структур ТЭЧ на аэродроме организуется производственная площадка (открытая стоянка ЛА, для фронтовой авиации — ангар) с производственными помещениями — цехами и лабораториями, газовочной стоянкой, автопарком и складскими помещениями.
Для выполнения плановых работ в ТЭЧ воздушное судно передаётся согласно требованиям руководящей документации, с контрольным осмотром и проверкой работоспособности всех систем. С воздушным судном передаётся всё съёмное оборудование и имущество, а также вся эксплуатационная документация. Вместе с воздушным судном в ТЭЧ командируется техник или инженер воздушного судна (бортовой техник). В случае необходимости внеплановых работ на ВС в ТЭЧ подаётся заявка — письменный запрос с указанием необходимого перечня работ.
После выполнения регламентных и (или) ремонтных работ на ВС в ближайшую лётную смену выполняется его облёт согласно утверждённой программе. Все неисправности и замечания, выявленные в процессе облёта, устраняются личным составом ТЭЧ. Только после этого ВС полностью переходит под ответственность л/с АЭ.
Организационно ТЭЧ состоит из групп регламентных работ и ремонта АТ. Численность и количество групп, а также их состав определяется типами авиационной техники, которые стоят на вооружении. Количество специалистов в одной группе может составлять от трёх до 15 и более человек. Во главе каждой группы находится начальник группы (от ст. лейтенанта до майора). Общее руководство деятельностью ТЭЧ осуществляет начальник ТЭЧ  (от капитана до полковника). Начальник ТЭЧ АП напрямую подчиняется заместителю командира АП по ИАС. Начальник ОТЭЧ подчиняется заместителю командира объединения по вооружению.

## см. также
- Конструкция самолёта
- Авиатехник